# Gary Younge
Gary Younge (Stevenage, gennaio 1969) è un giornalista e scrittore britannico, è editore per The Guardian ed è autore dell'editoriale mensile Beneath the Radar per The Nation.
Nel 1984, all'età di 15 anni, si unisce ai Giovani Socialisti, la sezione giovanile del Partito Rivoluzionario dei Lavoratori, ma lascia solamente un anno più tardi per via di molestie da altri membri di partito, che lo accusavano di lavorare per l'MI5 e di supportare Fidel Castro solo per la sua etnia. A 17 anni Younge insegna inglese in una scuola delle Nazioni Unite per rifugiati eritrei in Sudan, con l'associazione umanitaria Project Trust.
A fine anni 1980 frequenta la Heriot-Watt University di Edimburgo, dove studia francese e russo, e viene eletto vice-presidente (con delega al Welfare) dell'associazione studentesca.
All'ultimo anno di università ottiene una borsa da The Guardian per studiare giornalismo alla City University e dopo uno stage alla Yorkshire Television entra in redazione nel 1993; da allora è stato un suo inviato in tutta Europa, Africa, USA e Caraibi. 
Il suo libro No Place Like Home, in cui traccia la storia dei Freedom Riders, viene pubblicato nel 1999 ed entra nei finalisti per il Guardian First Book Award.
È membro della Academy of Social Sciences dal 2016.

## Opere
- Gary Younge, No Place Like Home: A Black Briton's Journey Through the American South, Jackson, Mississippi, University Press of Mississippi, 2002, ISBN 978-1-57806-488-5, OCLC 49226176.
- Gary Younge, Stranger in a Strange Land: Encounters in the Disunited States, New York, New Press, 2006, ISBN 978-1-59558-068-9, OCLC 62421357.
- Gary Younge, Who Are We-- And Should It Matter in the 21st Century?, New York, Nation Books, 2011, ISBN 978-1-56858-660-1, OCLC 663952482.
- Gary Younge, The Speech: The Story Behind Dr. Martin Luther King Jr.’s Dream, Chicago, Haymarket Books, 2013, ISBN 978-1-60846-322-0, OCLC 829740195.
- Gary Younge, Another Day in the Death of America: A Chronicle of Ten Short Lives, New York, Nation Books, 2016, ISBN 978-1-56858-975-6, OCLC 945232454.

- The Whitening (su Georges Dukson). Financial Times Spectrum, Life & Arts, 3 agosto 2024.